# Cynthia Lennon
Cynthia Lennon, nacida como Cynthia Powell; (Blackpool, 10 de septiembre de 1939-Palmanova, 1 de abril de 2015) fue la primera esposa de John Lennon y madre de Julian Lennon.
Nacida en Blackpool y criada en Hoylake, en la península de Wirral, asistió al Liverpool College of Art, donde Lennon también era estudiante. Powell y Lennon comenzaron una relación después de conocerse en una clase de caligrafía. Cuando Lennon actuaba en Hamburgo con The Beatles, Powell alquiló su habitación en el 251 Menlove Avenue en el suburbio de Woolton en Liverpool a su tía y tutora legal, Mimi Smith. Después de que Powell quedó embarazada, ella y Lennon se casaron en agosto de 1962, y la pareja vivió en Kenwood en Weybridge de 1964 a 1968, donde ella se ocupaba de la casa y participaba con Lennon en una vida social en Londres. En 1968, Lennon la dejó por la artista japonesa Yoko Ono; el divorcio de la pareja fue concedido legalmente en noviembre de 1968 por motivos de adulterio.
Powell tuvo tres matrimonios más. Publicó un libro de memorias, A Twist of Lennon, en 1978, y una biografía más íntima, John, en 2005. A lo largo de los años, realizó varias subastas de recuerdos asociados con su vida con Lennon. En sus últimos años vivió en Mallorca, donde falleció en 2015.

## Biografía
Cynthia Powell nació en Blackpool el 10 de septiembre de 1939, la menor de tres hijos del empleado de General Electric Company Charles Powell y su esposa Lillian (de soltera Roby), que ya tenía dos hijos llamados Charles y Anthony. Sus padres eran de Liverpool, pero su madre (junto con otras mujeres embarazadas) fue enviada a la zona más segura de Blackpool después de que se declarara la Segunda Guerra Mundial y vivía en una pequeña habitación en un bed and breakfast en el paseo marítimo de Blackpool. Después del nacimiento, mientras Liverpool se convertía en un objetivo frecuente de los ataques aéreos alemanes, la familia Powell se mudó a una casa adosada de dos dormitorios en Hoylake una zona de clase media en la península de Wirral que era considerada «elegante» por los de Liverpool. A los 11 años, Powell ganó un premio de arte en un concurso organizado por el Liverpool Echo. Un año más tarde, fue aceptada en la Junior Art School de Liverpool, a la que también asistió Bill Harry, más tarde editor del periódico Mersey Beat de Liverpool.

## Liverpool College of Art
Cuando Powell tenía 16 años, su padre murió tras una larga lucha contra el cáncer de pulmón. Antes de morir, le dijo que tenía que conseguir un trabajo para mantener a su madre y que no podría ir a la escuela de arte. Como su madre quería que ella recibiera una educación, alquiló una habitación a cuatro aprendices de electricista. En septiembre de 1957, Powell obtuvo una plaza en el Liverpool College of Art. Aunque estudió gráfica, también tomó clases de letras, al igual que Lennon. Lennon nunca llevó consigo herramientas de dibujo, por lo que constantemente le pedía prestados bolígrafos y lápices a Powell, quien descubrió que solo estaba allí porque otros profesores se habían negado a instruirlo. Tenía un aire de respetabilidad y se movía en círculos sociales diferentes a los de su futuro marido. Lennon y un amigo de la escuela de arte, Jeff Mohammed, solían burlarse de ella interrumpiendo la conversación cuando ella entraba en la habitación y diciendo: «¡Silencio, por favor! No hagan bromas sucias; es Cynthia».
Powell escuchó una vez a Lennon felicitar a una chica de cabello rubio en la universidad, que se parecía a la actriz francesa Brigitte Bardot. El sábado siguiente, Powell apareció en la universidad con el cabello varios tonos más rubio. Lennon se dio cuenta de inmediato y exclamó: «¡Te atrapé, señorita Hoylake!» (el apodo que Lennon le dio, junto con «señorita Powell» o «Miss Prim», «señorita remilgona»). Vestido como un teddy boy, a veces traía una guitarra a clase y una vez cantó «Ain't She Sweet» directamente a Powell.

### Relación con John Lennon
Después de una fiesta universitaria para celebrar el final del semestre, Lennon le preguntó a Powell si le gustaría salir con él. Ella rápidamente respondió que estaba comprometida con un joven de Hoylake; él respondió: «No te pedí que te casaras conmigo, ¿verdad?». Más tarde se acercó a ella y le preguntó si iría al pub Cracke. Ella se sintió confundida cuando él la ignoró toda la noche, pero finalmente la invitó al grupo con una broma.

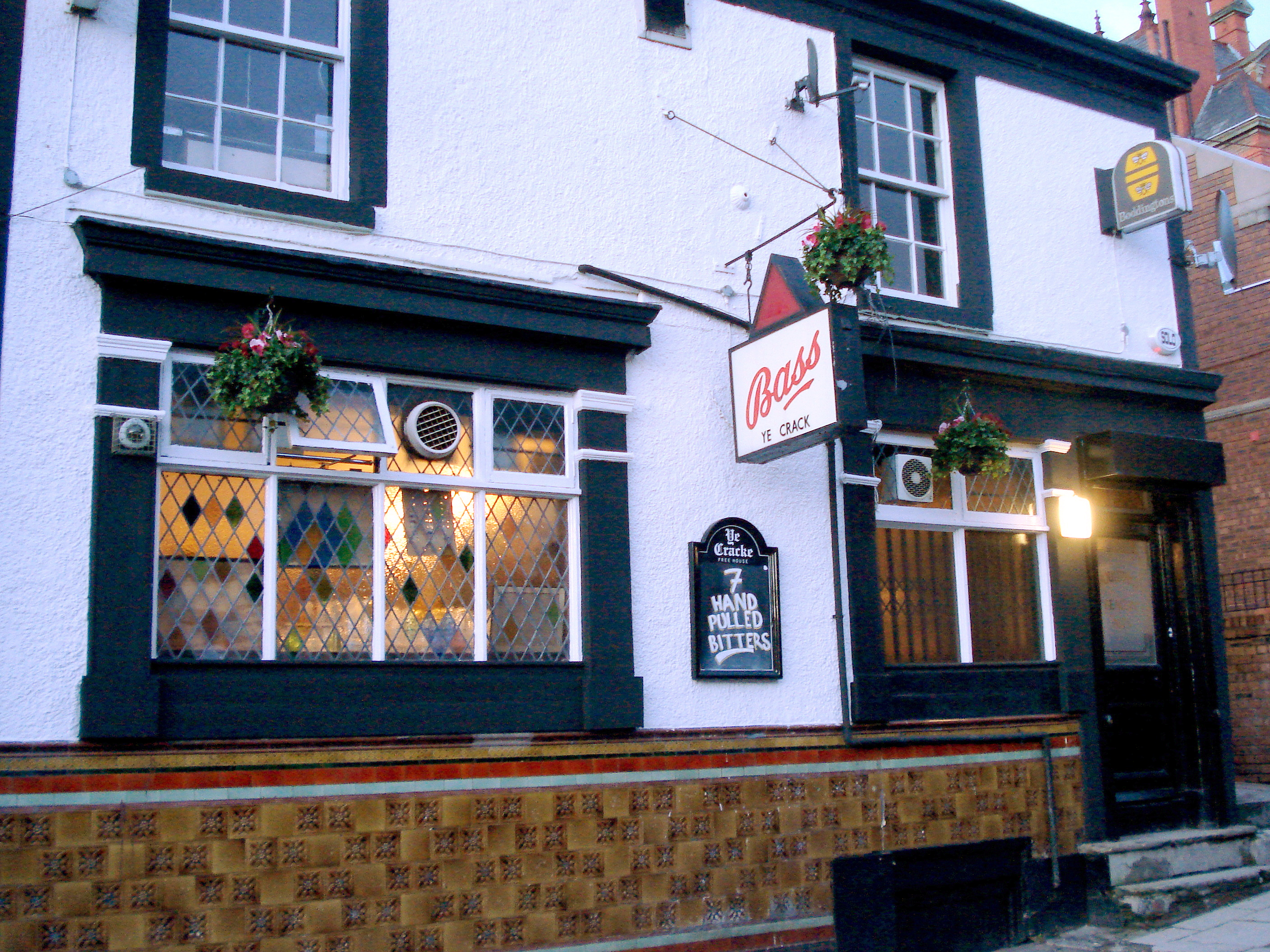
La taberna Cracke.

Comenzaron a salir y Lennon ahora se refería a ella como «Cyn». En el otoño de 1958, ella puso fin a su compromiso para estar con él y él puso fin a su relación con otra estudiante de arte, Thelma Pickles. Sus celos también podrían manifestarse en un comportamiento violento hacia ella, como cuando la abofeteó (haciendo que su cabeza golpeara una pared), después de verla bailar con Stuart Sutcliffe. Después del incidente, ella rompió con Lennon durante tres meses, pero retomó su relación después de sus profusas disculpas.
Su trabajo en la escuela de arte comenzó a verse afectado y los profesores le dijeron que la relación con Lennon no le estaba haciendo ningún bien. Lennon continuó siendo casualmente desconsiderado con ella, luego recordando: «Estuve en una especie de rabia ciega durante dos años. Estaba borracho o peleando. Había sido lo mismo con otras novias que había tenido. Había algo conmigo». Tony Bramwell, un amigo de Lennon desde su juventud, dijo más tarde: «Cynthia era hermosa, físicamente y por dentro. Aunque sabía que él [Lennon] era apto para encontrar el amor en la carretera, ella estaba totalmente dedicada a su éxito... y extremadamente influyente. Era inseguro y Cynthia estaba allí para animarlo, para reforzar, en cierto modo, su lado débil».
La primera residencia de los Beatles en Hamburgo tuvo lugar en 1960, y Lennon escribía frecuentes y apasionadas cartas a Powell. Después de regresar a casa, su tía y tutora legal, Mimi Smith (en lugar de su madre, Julia Lennon), le arrojó un espejo de mano a Lennon por gastar mucho dinero en un abrigo de gamuza para Powell. Más tarde, Smith se refirió a ella como una gangster's moll («muñeca de un gánster») y, a menudo, se mostraba desagradable con ella.The Beatles fueron a Hamburgo por segunda vez en 1961, y tanto Powell como Dot Rhone (la novia de Paul McCartney en ese momento), los visitaron dos semanas después, durante las vacaciones de Pascua. Tuvieron que permanecer despiertos toda la noche debido a las largas actuaciones, y ambos tomaron Preludin para mantenerse despiertos, lo que el grupo también estaba tomando. Lennon y Powell se quedaron con la novia de Sutcliffe, Astrid Kirchherr, en la casa de su madre.
Después del viaje a Hamburgo, la madre de Powell, Lillian, dijo que la prima de Powell y su esposo estaban emigrando a Canadá con su bebé recién nacido, y que ella, Lillian, iría con ellos mientras estudiaban para ser maestros. Powell esperó hasta que Lennon regresara de Hamburgo antes de preguntarle a Smith, que ya había acogido huéspedes en el 251 Menlove Avenue, si le alquilaría una habitación. Smith alquiló el trastero encima de la puerta principal (que había sido el dormitorio de Lennon), pero insistió en que ella también hiciera las tareas del hogar. Cuando se le acabó la beca de estudios, consiguió un trabajo en una tienda Woolworths en Liverpool para poder pagar el alquiler. En el mismo año, cuando Lennon tenía 21 años, recibió £100 (equivalente a £2368 actualmente)  de su tía Elizabeth Sutherland (a quien llamaba «Mater») que vivía en Edimburgo y se fue a París con McCartney. Powell no pudo acompañarlos porque estaba estudiando para sus exámenes finales.
Cuando Lennon volvió a Hamburgo en abril de 1962, encontró un dormitorio en una casa adosada en el 93 de Garmoyle Road, Liverpool. Poco después de haber reprobado su examen de diploma de profesora de arte, en agosto de 1962, se enteró de que estaba embarazada de Lennon. Más tarde explicó que ella y Lennon nunca habían usado anticonceptivos, nunca habían hablado de ello y no pensaron en ello en ese momento. Cuando se lo contó a Lennon, él dijo: «Sólo hay una cosa que hacer, Cyn, tendremos que casarnos».

## Matrimonio con Lennon y nacimiento de Julian
Powell y Lennon se casaron el 23 de agosto de 1962 en la oficina de registro sobre la calle Mount Pleasant en Liverpool. Asistieron sus compañeros de los Beatles McCartney y George Harrison, al igual que su mánager, Brian Epstein, que fue el padrino; no había padres allí.  La boda fue una farsa, porque tan pronto como comenzó la ceremonia, un trabajador en el patio trasero del edificio de enfrente comenzó a utilizar un martillo neumático que ahogaba todo lo que decían el registrador, Lennon o Powell. Cuando el registrador pidió que el novio diera un paso adelante, Harrison dio un paso adelante. Sin fotografías ni flores, la fiesta de boda se celebró después, por invitación de Epstein, en el restaurante Reece's de Clayton Square, que era el lugar donde los padres de Lennon habían celebrado su boda en 1938. Lennon tenía 21 años y Powell 22. Los recién casados no tuvieron luna de miel, ya que Lennon tenía que tocar en un compromiso en el Riverpark Ballroom en Chester esa misma noche. Viajaron al Hotel George V en París para una luna de miel tardía el 16 de septiembre pero fueron acompañados por Epstein, a pesar de que no había sido invitado a unirse a ellos.
Durante el embarazo de Powell, Epstein les ofreció a ella y a Lennon el uso de su apartamento en 36 Falkner Street, Liverpool, y luego pagó una habitación privada en un hospital cuando el embarazo llegaba a término. Aunque todavía eran desconocidos fuera de Liverpool, los Beatles ya tenían seguidoras fanáticas entre las chicas de la ciudad. Epstein tenía una condición que los Lennon debían cumplir: el matrimonio y el bebé debían mantenerse en secreto para no molestar a ninguna de estas fanáticas. Una vez, cuando se filtró la noticia de la boda, el grupo lo negó.
El hijo de los Lennon, Julian, nació a las 7.45 am del 8 de abril de 1963, en el Hospital General de Sefton. Lennon, que estaba de gira en ese momento, no vio a su hijo hasta tres días después, y cuando finalmente llegó al hospital, dijo: «¡Es jodidamente maravilloso, Cyn!... ¿Quién va a ser un rockero famoso como su papá entonces?». Luego explicó que se iría de vacaciones de cuatro días a Barcelona, con Epstein. Más tarde, Lennon se refirió a Julian como un «especial del sábado por la noche; la forma en que la mayoría de la gente llega [a este mundo]», o dijo que su hijo «salió de una botella de whisky», sugiriendo esto como una explicación para su mala crianza de Julian en comparación con a su segundo hijo, Sean Lennon: «Sean es un hijo planeado, y ahí radica la diferencia», aunque insistió en que «no amo menos a Julian como hijo».

## Beatlemanía
Alrededor de la época del nacimiento de Julian, los Beatles se convirtieron en una sensación del pop en toda Gran Bretaña, un fenómeno que se conoció como Beatlemanía.  Que uno de los integrantes estaba casado y tenía un hijo no se supo públicamente en ese momento; un artículo de 1963, Lifelines of the Beatles, en el New Musical Express detallaba más de 25 datos biográficos sobre cada miembro del grupo, pero nunca dio ningún indicio de que Lennon estuviera casado, e incluso listó «chicas» como uno de sus pasatiempos.
La prensa escuchó rumores sobre la esposa y el hijo de Lennon a finales de 1963 (después de que la Beatlemanía ya se había extendido por el Reino Unido y Europa) y llegó a la casa de la madre de Cynthia en Hoylake (donde se alojaban madre e hijo), en noviembre y diciembre. Amigos y vecinos protegieron su anonimato, pero los periodistas se acercaban a ella con frecuencia. En noviembre, bautizó a su hijo en la iglesia parroquial de Hoylake, pero no se lo contó a Lennon (que estaba de gira en ese momento) porque temía un circo mediático. Ella se lo contó dos días después y él se enojó porque no quería que bautizaran a su hijo, a pesar de que Epstein había pedido ser el padrino de Julian. Poco después del bautizo, todos los periódicos estaban llenos de la historia sobre la esposa secreta y el bebé de Lennon.
Brian Epstein les dijo a los otros Beatles que aprovecharan la situación lo mejor que pudieran y esperaba que los periódicos no dijeran que Cynthia estaba embarazada antes de casarse con él. Después de vivir en la casa de la tía de Lennon durante algunos meses, la pareja se mudó a Londres y encontró un apartamento de tres habitaciones en el número 13 de Emperor's Gate, en Cromwell Road. El apartamento del último piso era el tercero de tres, cada uno de los cuales estaba construido en dos plantas. Esto significó subir seis tramos de escaleras, ya que el edificio no tenía ascensor. Cynthia primero tuvo que cargar a Julian hasta el apartamento y luego volver a bajar para recoger las bolsas de la compra. Los fanes de los Beatles pronto descubrieron dónde vivían, y ella los encontraría acampando en el pasillo y tendría que abrirse paso entre ellos al salir o llegar.

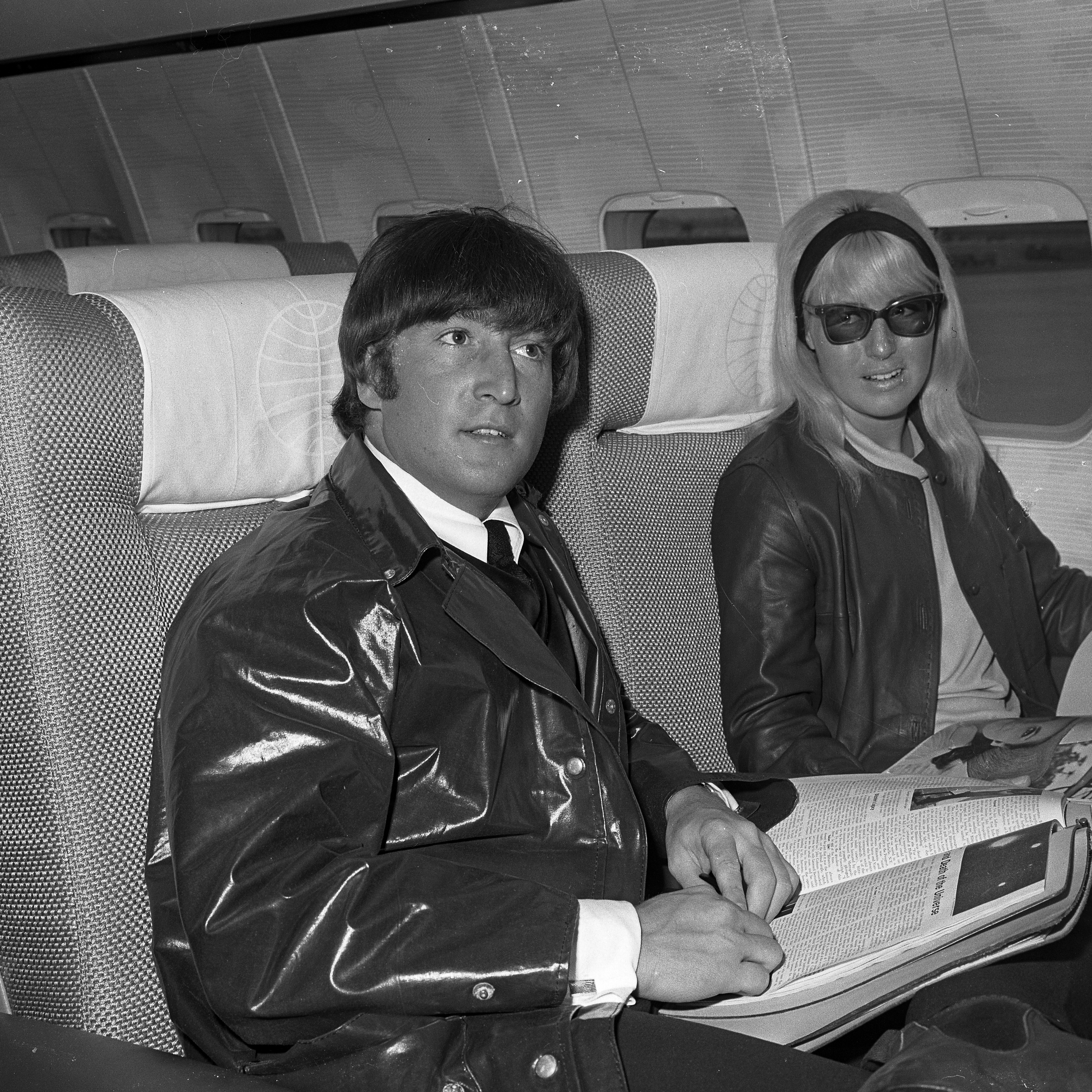
Los Lennon en 1964.

Acompañó a Lennon a los Estados Unidos en la primera gira de los Beatles allí, y Lennon permitió que la prensa los fotografiara juntos, lo que enfureció a Epstein, ya que quería mantener su matrimonio en secreto. En la gira, se quedó atrás en Nueva York cuando Lennon y los otros Beatles fueron rápidamente introducidos en un automóvil, y en Miami tuvo que pedir ayuda a los fanáticos para convencer a un guardia de seguridad de quién era ella. La respuesta de Lennon fue: «No seas tan lenta la próxima vez, podrían haberte matado». Sería la única vez que Cynthia saldría de gira con ellos. En su domicilio en Emperor's Gate la situación empeoró, con fanes pegando chicle en la cerradura del apartamento y rasgando cualquier prenda de vestir cuando ella o Lennon salían o llegaban. Chicas estadounidenses le escribían cartas proclamando su amor desesperado por John; las mujeres en la vida de los otros Beatles recibieron misivas equivalentes. Todavía en 1967, las esposas de los Beatles todavía enfrentaban peligros físicos ocasionales por parte de fanáticas de los Beatles, y Cynthia recibió una patada en las piernas de alguien que le exigió «¡deja en paz a John!».
Mientras Lennon estaba de gira o grabando, las supuestas vacaciones familiares en 1966 las pasaba esquiando en Sankt Moritz, con el productor George Martin y su novia, o alojándose en un castillo en Irlanda, con George Harrison y su esposa Pattie Boyd. Incluso estos estaban sujetos a ser descubiertos por los fanáticos, y Cynthia y Boyd tuvieron que escapar del lugar irlandés vestidas como sirvientas. Como resultado de las largas sesiones de grabación y giras, Lennon normalmente dormía durante los días siguientes. Cuando Lennon comenzó a filmar Cómo gané la guerra en Almería, España, le prometió a su esposa e hijo que podrían unirse a él allí después de dos semanas de filmación. El pequeño apartamento que les asignaron fue rápidamente reemplazado por una villa cuando Ringo Starr y su esposa se unieron a ellos.

## Kenwood

### Vida doméstica
El contador de los Beatles le dijo a Epstein que los miembros del grupo deberían mudarse a casas cercanas a la suya en Esher, por lo que Lennon compró una casa llamada Kenwood en julio de 1964. Era una casa de estilo Tudor simulado en tres acres en Weybridge, donde ya vivía Cliff Richard. Luego, Lennon gastó el doble del precio de compra original de £ 20 000 (equivalente a £431181 actualmente) en renovaciones para Kenwood, reduciendo sus 22 habitaciones a 17. La nueva cocina era tan moderna y complicada que hubo que enviar a alguien para que explicara cómo funcionaba todo, y durante las extensas renovaciones la pareja tuvo que vivir en el dormitorio del ático durante nueve meses. Aunque a Cynthia le gustaba recibir invitados en las habitaciones más grandes, a Lennon normalmente se le podía encontrar en una pequeña terraza acristalada en la parte trasera de la casa con vistas a la piscina, que era similar al invernadero de su tía en Liverpool. Tenían una gata llamada «Mimi», que lleva el nombre de la tía de Lennon. Cynthia se hizo cargo de Julian ella misma, sin niñera, aunque con frecuencia contrataba niñeras. Ella también cocinaba ella misma, pero contrataba a un ama de llaves, un jardinero y un chofer, que vivían fuera del lugar.
Cuando aprobó su examen de conducir, Lennon le compró en serie un Mini Cooper blanco, un Porsche dorado, un Ferrari rojo y un Volkswagen Beetle verde, generalmente como sorpresas sin consultarla primero. Cynthia disfrutaba de la cercanía de Pattie Boyd y Maureen Starkey (la esposa de Ringo Starr), ya que ambas vivían cerca y a menudo iban juntas de vacaciones o de compras. A menudo era fotografiada en estrenos de películas de los Beatles y en ocasiones especiales, y a veces con Lennon y Julian en casa, lo que significaba que tenía el papel de esposa de un Beatle, además de madre. Los Lennon iban a menudo a un club nocturno en el centro de Londres hasta casi el amanecer, después de lo cual ella llevaba a Julian a la escuela. Kenwood se convirtió en el lugar de visita de los otros Beatles, varios músicos estadounidenses y completos desconocidos que Lennon había conocido la noche anterior en los clubes nocturnos de Londres.
En 1965, abrió la puerta principal de Kenwood y vio a un hombre que «parecía un vagabundo», pero con los rasgos de su marido. Explicó que era Alfred Lennon, el padre de Lennon, a quien supuestamente no había visto en años. Lennon se molestó cuando llegó a casa y le contó por primera vez que su padre había visitado la oficina de NEMS, el negocio de Epstein, unas semanas antes. Tres años después de la reunión en la oficina de NEMS, Alfred Lennon (que entonces tenía 56 años) apareció nuevamente en Kenwood con su prometida, la estudiante Pauline Jones, de 19 años. Preguntó si los Lennon podían darle un trabajo a Pauline, por lo que la contrataron para ayudar con Julian y las pilas de cartas de los fans de los Beatles. El padre de Lennon y su prometida pasaron unos meses viviendo en el dormitorio del ático. Durante una entrevista en Kenwood con la reportera del Evening Standard Maureen Cleave, Lennon dijo: «Aquí estoy en mi casa de Hansel y Gretel, famoso y rico, y no puedo ir a ninguna parte. Hay algo más que voy a hacer, sólo que yo no sé qué es, pero sí sé que esto no es para mí».

### Drogas
Cynthia sabía que su marido consumía drogas como Preludin y fumaba cannabis con regularidad, pero no las consideraba muy peligrosas. El 27 de marzo de 1965, en una cena ofrecida por el dentista John Riley, los Lennon, Harrison y Boyd recibieron LSD sin su conocimiento. Aunque le dijeron que no saliera de casa, Harrison los llevó a varios clubes nocturnos, y Riley los siguió en taxi. En el Ad Lib Club, pensaron que el ascensor que llevaba al club estaba en llamas y empezaron a gritar, antes de finalmente salir del ascensor que estaban esperando Mick Jagger, Marianne Faithfull y Starr. Más tarde, Harrison los llevó de regreso a casa en el Mini Cooper de Boyd a no más de 10 mph, ya que también sentía los efectos de la droga. Se quedaron despiertos toda la noche en Kenwood, experimentando todos los efectos de su primer viaje con LSD.
Luego, Lennon comenzó a tomar LSD de forma regular, además de su consumo diario de cannabis. Después de mucho aliento por parte de él, Cynthia aceptó probar el LSD una vez más, pero los efectos adversos fueron los mismos. Aunque dijo en ese momento que nunca volvería a tomar la droga, cedió y la tomó por última vez unas semanas después, camino a una fiesta en la casa de campo de Epstein en Warbleton, East Sussex. Aunque odiaba los efectos psicológicos de la droga, desde ese momento pudo ver el cambio que se estaba produciendo en su marido: «Era como vivir con alguien que acababa de descubrir la religión... Las tensiones, la intolerancia y el mal humor fueron reemplazados por la comprensión y amor». En 1970, Lennon confesó que probablemente había tomado LSD mil veces desde 1965, diciendo: «Solía comerlo todo el tiempo». En las décadas siguientes, Cynthia siempre mantendría que el consumo de drogas de John fue el principio del fin de la pareja.
En 1967, los rasgos agresivos de Lennon de su infancia habían desaparecido y pasaba una cantidad considerable de tiempo sentado en su solárium o jardín y soñando despierto durante horas y horas. Se volvió poco comunicativo con la mayoría de la gente, incluida Cynthia (pero no con los otros Beatles, que tenían una capacidad casi tácita para entenderse unos a otros). Cynthia se quejó una vez, diciendo: «Lo que me gustaría son unas vacaciones propias... John, Julian y yo». Lennon respondió: «Está bien, lo sé, nos retiraremos todos a una pequeña cabaña en un acantilado en Cornwall, ¿de acuerdo?». Luego agregó: «No, tengo que escribir estas malditas canciones. Tengo que trabajar para justificar la vida». Ella entendía su temperamento, pero se sentía frustrada por no haber desarrollado nunca su propia carrera utilizando su experiencia en la universidad de arte.

### India y Ono
The Beatles tenían previsto volar a la India para visitar al Maharishi durante dos o tres meses de Meditación Trascendental. Antes de irse, Cynthia encontró cartas de Yoko Ono a Lennon que indicaban que había estado en contacto con ella durante algún tiempo. Lennon negó estar involucrado con Ono, explicando que ella era sólo una «artista loca» que quería ser patrocinada, aunque Ono mantuvo un flujo de llamadas telefónicas y visitas a Kenwood. El 15 de febrero de 1968, los Lennon volaron a la India, seguidos por los otros Beatles y sus parejas cuatro días después: Boyd, Asher y Maureen Starkey. La división entre los sexos fue enfatizada por los músicos masculinos sentados afuera por la noche componiendo canciones, mientras sus parejas se reunían en una de sus habitaciones, a menudo hablando de la vida como esposa o pareja de un Beatle. Los Lennon compartían una cama con dosel en el ashram, Lennon tocaba la guitarra y Cynthia dibujaba y escribía poesía entre sus largas sesiones de meditación.
«Magic Alex» (Alex Mardas, nacido en Grecia y que controlaba Apple Electronics) llegó más tarde, contrabandeando alcohol desde el pueblo más cercano, ya que no estaba permitido en el ashram. Después de dos semanas, Lennon pidió dormir en una habitación separada, diciendo que sólo podía meditar cuando estaba solo. Todas las mañanas, Lennon caminaba hasta la oficina de correos local para ver si había recibido un telegrama de Ono, quien enviaba uno casi a diario. Cynthia se enteró de estos viajes secretos mucho más tarde y dijo: «Pensé que nuestro interludio mágico con el Maharishi sería la base de nuestro matrimonio, pero en realidad solo presagiaba el final». Paul Saltzman publicó más tarde un libro de fotografías, The Beatles in Rishikesh, que muestra a Lennon sumido en sus pensamientos y la expresión confusa de Cynthia. A pesar de la alienación de Lennon, más tarde habló sobre su tiempo allí diciendo: «Me encantaba estar lejos de los fanes, las hordas de gente, los plazos, las exigencias y las cámaras parpadeantes».

### Divorcio
Durante el vuelo de regreso a Inglaterra, Lennon se emborrachó mucho con whisky y confesó que había estado involucrado con otras mujeres durante su matrimonio. Continuó detallando sus relaciones con groupies, amigas (como Joan Báez, la actriz Eleanor Bron, la periodista Cleave) y «miles» de mujeres en todo el mundo. Aunque no quería escuchar la confesión de Lennon, sabía que las mujeres se sentían atraídas por él, «como las polillas a la llama». Dos semanas después, en mayo de 1968, Lennon sugirió a Cynthia que se fuera de vacaciones a Grecia con Mardas, Donovan y dos amigos, ya que estaría muy ocupado grabando canciones para lo que se convertiría en The White Album. Llegó a Kenwood desde Grecia antes de lo esperado, a las 4 en punto del 22 de mayo de 1968, para descubrir a Lennon y Ono sentados en el suelo con las piernas cruzadas con túnicas blancas a juego, mirándose a los ojos, y luego encontró las zapatillas de Ono afuera de la puerta del dormitorio de los Lennon. Sorprendida, preguntó a Jenny Boyd y Mardas si podía pasar la noche en su apartamento. En el apartamento, Boyd se fue directamente a la cama, pero ella y Mardas bebieron más alcohol y Mardas intentó convencerla de que huyeran juntos. Después de vomitar en el baño, se desplomó en una cama en el dormitorio de invitados, con Mardas uniéndose a ella e intentando besarla hasta que ella lo apartó.
Lennon parecía absolutamente normal cuando regresó a casa al día siguiente, y mantuvo firmemente su amor por ella y su hijo, diciendo: «Es a ti a quien amo Cyn... Te amo ahora más que nunca». Lennon fue a Nueva York con McCartney poco después, pero como Cynthia no fue invitada específicamente, se organizó un viaje a Pésaro, en Italia, con su madre. Después de una velada con el hotelero italiano Roberto Bassanini, Mardas estaba esperando en el hotel para darle la noticia de que Lennon planeaba demandar por divorcio por adulterio, buscar la custodia exclusiva de Julian y «enviarla de regreso a Hoylake». Ella dijo en 2005: «El mero hecho de que 'Magic Alex' [Mardas] llegara a Italia en medio de la noche sin ningún conocimiento previo de dónde me hospedaba me hizo extremadamente sospechoso. Me estaban obligando a ponérselo fácil [para Lennon y Ono] para acusarme de hacer algo que los haría no verse tan mal». Como Lennon había iniciado un proceso de divorcio, eso la llevó a exclamar: «¿Demandarme a mí por divorcio? ¿Por qué motivos me está demandando?». Cuando se conoció la noticia del embarazo de Ono, Cynthia inició su propio proceso de divorcio contra Lennon el 22 de agosto de 1968.
Su resolución condicional fue concedida el 8 de noviembre de 1968. El acuerdo financiero se vio obstaculizado por la negativa de Lennon a ofrecer más de £ 75 000 (equivalente a £ 1383782  actualmente), diciéndole por teléfono que el pago era similar a ganar las quinielas de fútbol y que ella no valía más. Luego, el acuerdo se elevó a £ 100 000 (equivalente a £ 1845043 actualmente), £ 2400 anualmente (equivalente a £ 44281 actualmente), y la custodia de Julian. Otras 100 000 libras esterlinas se depositaron en un fondo fiduciario que Julian heredaría a los 21 años, y hasta entonces su madre recibiría los pagos de intereses. La escritura de fideicomiso tenía un codicilo que preveía otros hijos de Lennon, por lo que cuando Sean Lennon nació en 1975, la herencia de Julian se redujo a £ 50 000 (equivalente a £922521 actualmente).
Cynthia vivió durante unos meses en un apartamento propiedad de Starr en 34 Montagu Square, en el centro de Londres, pero regresó a Kenwood porque Lennon y Ono preferían vivir allí, en lugar de en el aislado Weybridge. Lennon y Cynthia tuvieron una última reunión breve en Kenwood (con Ono junto a Lennon), donde Lennon la acusó de tener una aventura en la India, diciendo que no era una «pequeña flor inocente». McCartney los visitó a ella y a Julian ese año, y de camino a Kenwood compuso una canción en su cabeza que más tarde se convirtió en «Hey Jude». Hablando de su divorcio, McCartney dijo más tarde: «Habíamos sido muy buenos amigos durante millones de años y pensé que era demasiado para ellos de repente ser personae non gratae y fuera de mi vida». Cynthia recuerda: «Me sorprendió mucho cuando, una tarde, Paul llegó solo. Me conmovió su evidente preocupación por nuestro bienestar... En el viaje compuso 'Hey Jude' en el coche. Nunca lo olvidaré. El gesto de cuidado y preocupación de Paul al venir a vernos».
Una vez le preguntaron si Lennon había escrito alguna canción sobre su tiempo juntos, y respondió: «Cuando uno era joven era demasiado sentimental dedicar algo a nadie. Los hombres machos del Norte no hacían eso en esos días». Por el contrario, Lennon dijo que escribió la canción de 1965 «Norwegian Wood (This Bird Has Flown)» sobre una aventura que estaba teniendo, pero la interpretó en «galimatías» para que Cynthia no se enterara.

## Años posteriores

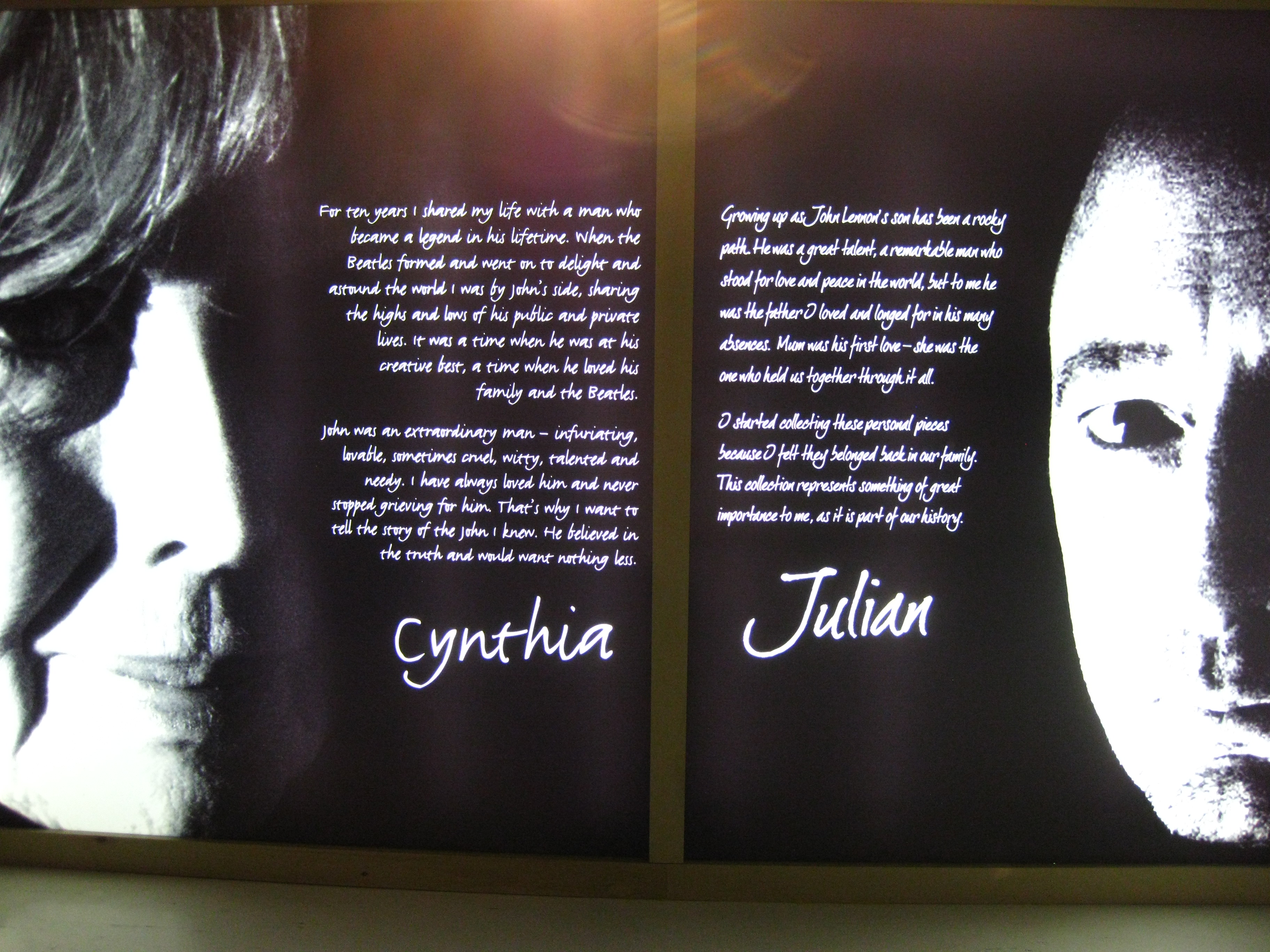
Exposición con citas de Cynthia y Julian Lennon en The Beatles Story, Liverpool, 2010.

### Vida personal
El 31 de julio de 1970, Cynthia se casó con Bassanini, con quien había empezado a salir después de separarse de Lennon; la pareja se divorció en 1973.
Durante la separación de Lennon de Ono en 1973-74, la pareja de Lennon en ese momento, May Pang, intentó que este pasara más tiempo con su hijo, formando una amistad con Cynthia en el proceso, que continuó incluso después de que John Lennon y Yoko Ono se hayan reconciliado. Una reunión durante este período fue la última vez que Cynthia vio a John. A Julian se le había permitido visitar solo a su padre dos veces al año, pero John Lennon se quejó de que durante el tiempo que estuvo con Pang su exesposa también quería estar presente, diciendo: «¡Ella [Cynthia] pensó que podía regresar porque yo ya no estaba con Yoko!». Después de su reconciliación con Ono, se quejó nuevamente de que a su hijo no le permitían visitarlo.
El 1 de mayo de 1976, Cynthia se casó con John Twist, un ingeniero de televisión de Lancashire. Ella y Twist se separaron en 1981 y se divorciaron en 1982.
Comenzó una relación con el chofer de Liverpool Jim Christie en 1981, quien se convirtió en su pareja durante 17 años y en su gerente comercial, viviendo en Penrith, Cumbria. Ella dijo en ese momento: «Jim nunca sintió que estaba viviendo a la sombra de John Lennon. Es cuatro años más joven que yo y en realidad no era parte de toda la escena de los Beatles». Posteriormente vivieron en la Isla de Man y luego en Normandía durante algunos años, pero se separaron en 1998.
En 2002, se casó con Noel Charles, propietario de un club nocturno de Barbados. Ella y Charles vivieron en la isla española de Mallorca, hasta la muerte de él el 11 de marzo de 2013.

### Emprendimientos empresariales
Poco después de su divorcio de Lennon, abrió un restaurante bistró en Ruthin, Gales, llamado Oliver's Bistro, que también tenía un B&B encima del local. Poco tiempo después de la muerte de Lennon, vendió el bistró y cambió su nombre nuevamente a Lennon mediante escritura pública, y luego comentó por qué era financieramente necesario: «¿Te imaginas que me habrían otorgado un contrato de tres años para diseñar ropa de cama y textiles [para Vantona Vyella en 1983] con el nombre de Powell? Ellos tampoco. Cuando es necesario ganarse la vida, es necesario morder la bala y recibir las críticas».
A lo largo de los años, entró en algunos negocios fallidos, incluido en 1988 un perfume llamado Woman (en honor a la canción de John Lennon de 1980) y, en abril de 1989, un restaurante llamado Lennon's, en 13/14 Upper St Martin's Lane, Covent Garden, que tenía elementos de menú como Rubber Sole (un juego de palabras con del álbum de The Beatles de 1965), así como Sgt. Pepper's Steak y Penny Lane Pâté. Tuvo una corta vida como empresa comercial, ya que su oferta se consideraba demasiado cara. Más tarde culparía de algunos de estos esfuerzos a los hombres de su vida que la animaban.

### Emprendimientos artísticos

#### Carrera como escritora
Publicó un libro de memorias, A Twist of Lennon, en 1978, sobre su vida antes de y con Lennon y que contiene sus propias ilustraciones y poesía. Lennon intentó detener la publicación del libro después de que se publicara un extracto en un periódico. Las memorias de Cynthia ganaron un interés renovado y se imprimieron por tercera vez con 200 000 copias en las semanas posteriores a la muerte de Lennon.
En septiembre de 2005, publicó una nueva biografía, John, reexaminando su vida con Lennon y los años posteriores, incluidos los acontecimientos que siguieron a su muerte. Michel Faber, escribiendo en The Guardian, dijo sobre el libro: «John es el intento de Cynthia de demostrar cuánto más valía. En teoría, las revelaciones de la lea pareja de Lennon de 1958 a 1968 no puedenn no ser valiosas. En papel, el potencial se marchita». Rachael Donadio en The New York Times dijo que el libro «pinta la imagen de un hombre herido por la muerte de familiares y amigos, y cuenta la difícil historia del frente interno durante la Beatlemanía». «Si queremos tener una imagen equilibrada de la vida de papá, entonces hace tiempo que deberíamos contar la versión de la historia de mamá», escribió Julian Lennon, el hijo de la pareja, en el prólogo.

#### Otros
En 1995, Cynthia hizo su debut discográfico con una interpretación de «Those Were the Days», que, producida por McCartney, había sido un éxito número uno para Mary Hopkin en 1968; no alcanzó a ingresar en las listas. Mientras vivía en Normandía, en 1999 se exhibió una exposición de sus dibujos y pinturas en la Galería KDK de Portobello Road.

### Venta de objetos de Lennon
Había conservado recuerdos de Lennon durante años, pero comenzó a subastarlos después de su muerte. Esto incluía una tarjeta de Navidad que Lennon le había dibujado personalmente, que se vendió por £ 8800 en Christie's en agosto de 1981. Con sus finanzas en un estado inestable (diría en 1999 que «Aparte de John, los hombres de los que me he enamorado nunca han sido buenos para ganarse la vida»), se subastaron más recuerdos de Lennon en 1991, incluidas antigüedades de Kenwood. Ella dijo en ese momento: «He disfrutado de estas cosas durante 30 años. Pero es hora de un cambio». Otro conjunto de artículos, incluyendo parte de la parafernalia de drogas de Lennon, le reportó más de 60 000 dólares en 1995. Más tarde dijo: «Creo que en la vida recolectamos tanto equipaje, que cuando tienes un retiro, lo envías a una venta de maleteros, etc. Mi equipaje tenía demanda y se vendía en Christie's. Cuando tienes que pagar las cuentas, no eres orgulloso y no puedes llevarlos contigo».

### Involvimiento en conmemoraciones de The Beatles
En la década de 1990, aparecía en algunas convenciones de los Beatles, pero parecía ambivalente al respecto. A veces sostenía que estaba siguiendo adelante con su vida y dejando atrás su pasado de los Beatles y en otras ocasiones parecía abrazar el interés continuo en ese pasado como algo inevitable. The Daily Telegraph dijo en un perfil de 1999: «En esencia, ella es una mujer suburbana que, casi a su pesar, quedó atrapada con uno de los hombres más extraordinarios de los tiempos modernos. Más de 30 años desde que su matrimonio con John Lennon terminó, ella está tan enredada como siempre».

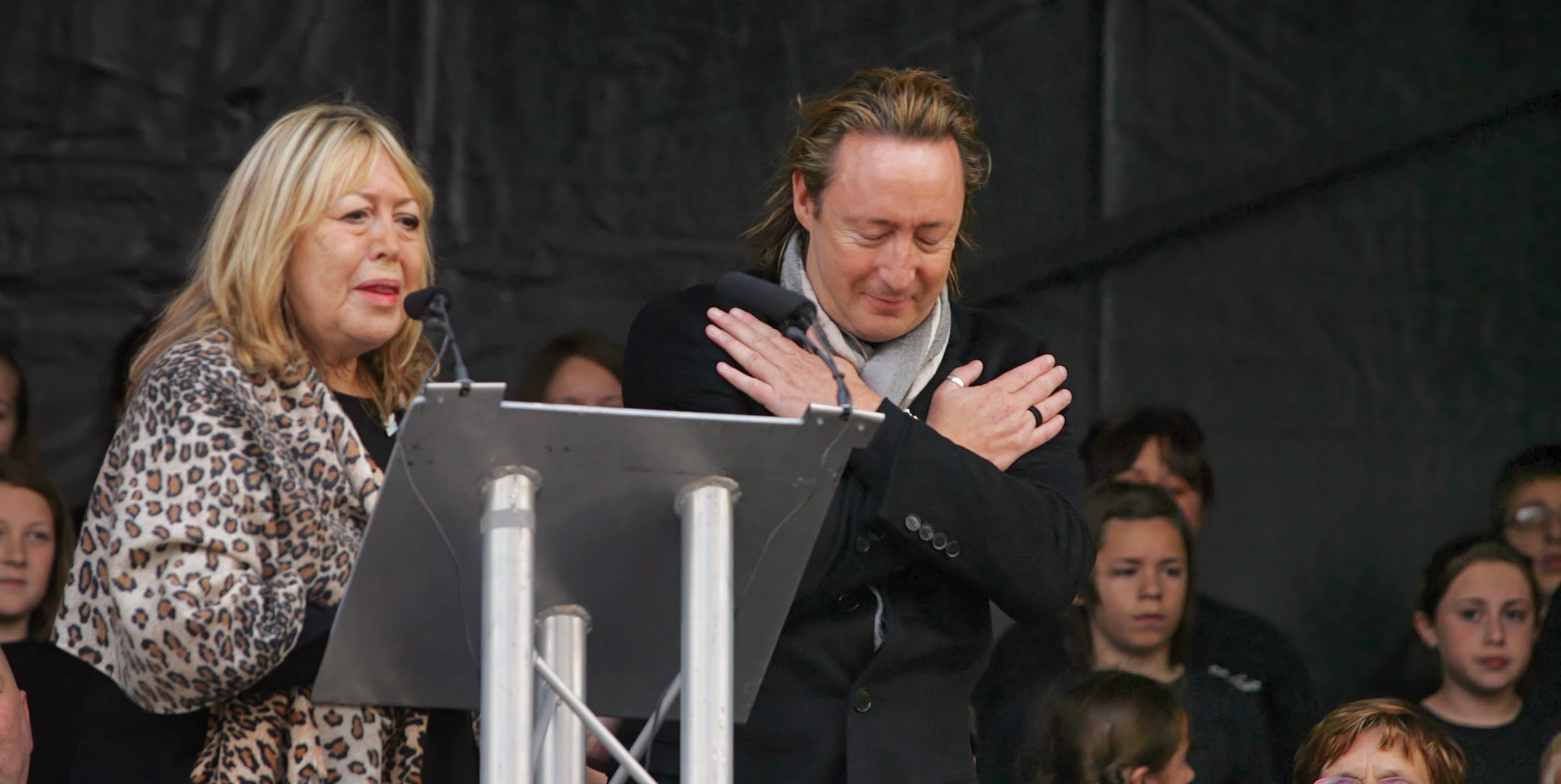
Cynthia y Julian Lennon en la ceremonia de inauguración del Monumento a la Paz de John Lennon en Liverpool, el 9 de octubre de 2010, el 70 cumpleaños de John Lennon.

En 2006, ella y su hijo asistieron al estreno en Las Vegas de la producción de Love del Cirque du Soleil, que marcó una rara aparición pública con Ono. En 2009, ella y su hijo abrieron una exposición de recuerdos en la exposición The Beatles Story en Liverpool, y ella y Pattie Boyd realizaron una primera aparición conjunta en la inauguración del Centro Cafesjian para las Artes en Ereván, Armenia. El 30 de septiembre de 2010, Julian inauguró su exposición de fotografías «Timeless» en la Morrison Hotel Gallery de Nueva York. Asistieron Cynthia, Ono, Sean y Pang, que era la primera vez que los cinco estaban juntos en la misma habitación.
El Monumento a la paz de John Lennon fue inaugurado por Cynthia y Julian en una ceremonia en Chavasse Park, Liverpool, el 9 de octubre de 2010 para celebrar el aniversario del 70 cumpleaños de Lennon.

## Muerte
Murió el 1 de abril de 2015 en su casa de Palmanova, Mallorca, a los 75 años, tras una breve lucha contra el cáncer de pulmón, con su hijo Julian a su lado.

### Reacciones
McCartney y Starr hicieron mensajes públicos de condolencia, y McCartney dijo: «Era una dama encantadora a la que conozco desde nuestros primeros días juntos en Liverpool. Fue una buena madre para Julian y todos la extrañaremos», y Starr diciendo «Paz y amor a Julian Lennon. Dios bendiga a Cynthia». Ono también emitió un comunicado, enfatizando la posición que tenían en común: «Ser madre soltera de un niño fuerte e inteligente nunca es fácil. Cynthia y yo nos entendimos de esa manera, deseando lo mejor para nuestros hijos y su futuro». El biógrafo de los Beatles, Hunter Davies, que había pasado un tiempo considerable con ella y Lennon en la década de 1960 mientras investigaba para su libro, la recordaba como «una mujer encantadora... Era totalmente diferente de John en que era callada, reservada y tranquila».

## Representaciones en la cultura popular
Los días de los Beatles en Hamburgo fueron el tema de la película Backbeat de 1994, con Jennifer Ehle interpretando a Cynthia Powell. La película caracteriza la relación de Lennon y Cynthia como una que eventualmente estará condenada al fracaso porque quieren cosas diferentes en la vida, pero Lennon no quiere lastimarla. Más tarde, Cynthia se quejó de que la película la presentaba «como una pequeña novia pegajosa, oscura y con un pañuelo en la cabeza». En otra película que cubre los primeros años de los Beatles antes de la fama, Birth of the Beatles de 1979, fue interpretada por Wendy Morgan. Fue interpretada en la película para televisión de 2000 In His Life: The John Lennon Story de Gillian Kearney; los aspectos negativos del trato que John le dio no fueron pasados por alto. Posteriormente, Cynthia fue interpretada en el musical estadounidense Lennon de 2005. El musical fue criticado por estar muy centrado en Ono, y el personaje de Cynthia, interpretado por Julia Murney, ganó un poco más de prominencia durante una de las reescrituras del programa. Su vida tuvo un papel más central en la película Lennon Naked de la BBC Four de 2010, con Claudie Blakley interpretando el papel. Su personaje estuvo ausente en la película británica de 2009 Nowhere Boy, que pretendía cubrir la historia de Lennon de 1955 a 1960 pero se centraba en sus relaciones con su tía y su madre.